# Snow River (Kenai Lake)
Der Snow River (englisch für „Schnee-Fluss“) ist ein 45 Kilometer langer Fluss auf der Kenai-Halbinsel im Süden des US-Bundesstaats Alaska.

## Verlauf
Der Snow River entsteht am Fuße des Snow-Gletschers im Osten der Kenai-Halbinsel. Er durchfließt das Paradise Valley in südwestlicher Richtung und trifft anschließend auf den von Süden kommenden South Fork Snow River. Unterhalb der Einmündung überquert die Alaska Railroad (Seward–Anchorage) den Fluss. Der Snow River fließt noch weitere sechs Kilometer nach Norden und erreicht schließlich das Südende des Kenai Lake. Entlang dem Westufer dieses unteren Flussabschnitts verläuft der Seward Highway (Alaska Route 9). Dieser kreuzt den Snow River unmittelbar vor dessen Mündung.

## Nebenflüsse
Der South Fork Snow River ist ein 20 km langer linker Nebenfluss des Snow River. Er entspringt 3,5 km westlich des Nellie Juan Lake auf einer Höhe von 970 m. Er fließt in überwiegend nordwestlicher Richtung und trifft schließlich auf den Snow River, 9 km oberhalb dessen Mündung in den Kenai Lake.